# HD 43179
HD 43179，又名CD-29 2883，SAO 171425、HR 2226，是一颗恒星，视星等为6.54，位于銀經236.31，銀緯-20.57，其B1900.0坐标为赤經6h 9m 41.3s，赤緯-29° -20.57′ 3″。